# People (canción de The 1975)
«People» es una canción de pop rock interpretada por la banda británica The 1975 y lanzada como el primer sencillo de su cuarto álbum de estudio Notes on a Conditional Form lanzada el 22 de agosto de 2019. Fue escrito por los miembros de la banda George Daniel, Matthew Healy, Adam Hann y Ross MacDonald. La producción de la canción estuvo a cargo de Daniel y Healy junto con Jonathan Gilmore. Una canción anarco-punk y screamo, presenta una instrumentación de rock intenso y pesado que consiste en riffs de guitarra de rock del desierto, acordes sencillos, batería vertiginosa y percusión "renegada". Líricamente, es una canción de protesta que llama al cambio y la rebelión para hacer frente a la agitación global, política y ambiental, y trata temas de desesperación, urgencia y ansiedad.
Tras su lanzamiento, "People" recibió críticas positivas de los críticos de música contemporánea, aunque la reacción de los fans fue en general mixta. Los críticos elogiaron el sonido más pesado del rock, la entrega vocal de Healy y la salida sónica del tercer álbum de estudio de la banda, A Brief Inquiry into Online Relationships (2018). Comercialmente, la canción logró un éxito moderado en las listas musicales de todo el mundo. En el Reino Unido nativo de la década de 1975, la canción alcanzó el puesto 54 en la lista de sencillos del Reino Unido, el número 59 en Escocia y encabezó la lista de rock y metal del Reino Unido. A nivel internacional, la canción alcanzó el número 15 en la lista Billboard Hot Rock & Alternative Songs, el número 36 en Nueva Zelanda y el número 68 en Irlanda. El 22 de agosto de 2019 se lanzó un video musical de la canción. Presenta a la banda actuando dentro de un cubo compuesto por pantallas LED y se comparó con Marilyn Manson y el Joker.

## Antecedentes y grabación
Varios miembros de la audiencia en la multitud se molestaron visiblemente durante su discurso, abuchearon y arrojaron objetos al 1975. Healy respondió a los que interrumpieron diciendo: "¿Me abuchean? Dispárenme, me importa una mierda". Se aconsejó al 1975 que considerara abandonar rápidamente Alabama, ya que se le notificó un nivel de amenaza más alto debido a que es un estado de transporte abierto. Healy estaba furioso y escribió "Gente" inmediatamente después del evento en su autobús de gira mientras viajaba por Texas. El 24 de julio de 2019, la banda lanzó la canción de apertura de Notes on a Conditional Form, "The 1975". Con un discurso de la activista sueca contra el cambio climático Greta Thunberg, la pista llama a la desobediencia civil y la rebelión para lograr una reducción de las emisiones de gases de efecto invernadero. Casi un mes después, 1975 lanzó "People" como el primer sencillo oficial de Notes on a Conditional Form el 22 de agosto de 2019.

## Composición y letra
Musicalmente, "People" es una canción anarcopunk y screamo con una duración de dos minutos y 40 segundos (2:40). La pista incorpora elementos de música industrial, rock alternativo, rock industrial y subgéneros de punk rock como dance punk y glam punk. Tiene una instrumentación de rock intenso y pesado construida sobre riffs de guitarra de rock del desierto, acordes sencillos, batería vertiginosa y percusión "renegada". Chris DeVille de Stereogum comparó el agresivo "ataque dentado de noise-punk" de la canción con Liars, LCD Soundsystem, Death from Above y METZ. Thomas Smith de NME la calificó como la canción "más pesada" y conflictiva de la banda lanzada hasta la fecha, y comentó que su uso del punk-rock evocaba a Queens of the Stone Age y dijo que el uso de la canción de "sensibilidades pop" era similar a Elastica. Sarah Jamieson de DIY calificó la pista como "deliciosamente divisiva... sucia y trastornada", y la vio como un crisol de influencias musicales de Death from Above, Refused y Primal Scream.
Líricamente, "People" es una canción de protesta que llama al cambio y la rebelión. Describe las emociones de la generación del milenio que vive la agitación global, política y ambiental, incluida la desesperación, la urgencia y la ansiedad. Quinn Moreland de Pitchfork describió la entrega vocal de Healy en la pista como "ladridos, chillidos y gruñidos". La canción comienza con una llamada a gritos en la que exige que la gente se despierte: "wake up: "Wake up! Wake up! Wake up! It's Monday morning!" Healy condena la inacción tanto personal como sistémica ("Stop fucking with the kids"), apela a la generación más joven para que genere un cambio ("We are appalling and we need to stop just watching shit in bed / And I know it sounds boring and we like things that are funny / But we need to get this in our fucking heads") y destaca el peligro inminente de la crisis climática global ("Es lunes por la mañana y solo nos quedan mil").

## Video musical
El 22 de agosto de 2019 se lanzó un video musical de "People". El video fue dirigido por Healy, Warren Fu y Ben Ditto. La estilista Patricia Villirillo se inspiró en el monstruo de Frankenstein, los cómics punk y el anime. Los trajes de la banda estaban destinados a hacer referencia al video musical de "Give Yourself a Try" (2018). Yusuke Morioka, el peluquero del video, diseñó el cabello de 1975 usando una mezcla de influencias de metal, hardcore, punk y hard rock. Para hacer que Healy se viera real y "un poco tóxico", Morioka agregó una textura húmeda a su cabello, mientras que la maquilladora Anne Sophie Costa usó sombra de ojos gris y brillo de labios azul. Jon Emmony y Aaron Jablonski de Exit Simulation crearon varios filtros AR que se usan en el video, con la intención de representar diferentes aspectos de los sistemas de vigilancia. El primer filtro tiene puntos de datos de color amarillo brillante, mientras que el segundo se muestra escaneando a los miembros de la banda de una manera "fantasmal", y el tercero movió los ojos y la boca a diferentes lugares en un esfuerzo por evitar el reconocimiento. Posteriormente, los filtros estuvieron disponibles para descargar en Instagram.